# Urogymnus granulatus
La raya de manglar (Urogymnus granulatus) o raya de cola blanca es una especie de raya de la familia Dasyatidae. Está ampliamente distribuida en la región del Indo-Pacífico, desde el Mar Rojo hasta el norte de Australia y Micronesia. Habitante bentónico de aguas costeras poco profundas, las rayas látigo de manglar juveniles prefieren los manglares y los hábitats estuarinos, mientras que los adultos prefieren las zonas arenosas y rocosas de las lagunas y los arrecifes de coral. Esta especie se identifica por su grueso disco ovalado en la aleta pectoral, de color gris oscuro con numerosas manchas blancas, y por su cola relativamente corta en forma de látigo, de color blanco hasta la espina urticante. Crece hasta 1,4 m de ancho.
De naturaleza solitaria, Urogymnus granulatus se alimenta principalmente de pequeños peces óseos e invertebrados que viven en el fondo. Al igual que otras rayas, es vivípara aplacentaria, y las hembras alimentan a sus crías mediante histotrofos («leche uterina»). La raya de manglar se captura por su carne, piel y cartílago en gran parte de su área de distribución. La Unión Internacional para la Conservación de la Naturaleza (UICN) la ha clasificado como Vulnerable a escala mundial y En Peligro en el Sudeste Asiático, donde su población ha disminuido considerablemente debido a la pesca artesanal y comercial intensiva, así como a la degradación generalizada de su hábitat. En particular, los juveniles de raya han sido objetivo desproporcionado de los pescadores y se han visto afectados por la destrucción a gran escala de los manglares.

## Taxonomía
El zoólogo australiano William John Macleay publicó la primera descripción científica de la raya de los manglares, una breve descripción de una hembra inmadura de 86 cm de longitud capturada frente a Port Moresby, Papúa Nueva Guinea, en un volumen de 1883 de Proceedings of the Linnean Society of New South Wales. La denominó Trygon granulata, ya que observó que la cabeza y el dorso del espécimen estaban «cubiertos de pequeños gránulos». En 1928, Gilbert Percy Whitley trasladó esta especie al género Himantura. Sin embargo, actualmente se considera que pertenece al género Urogymnus.

## Descripción

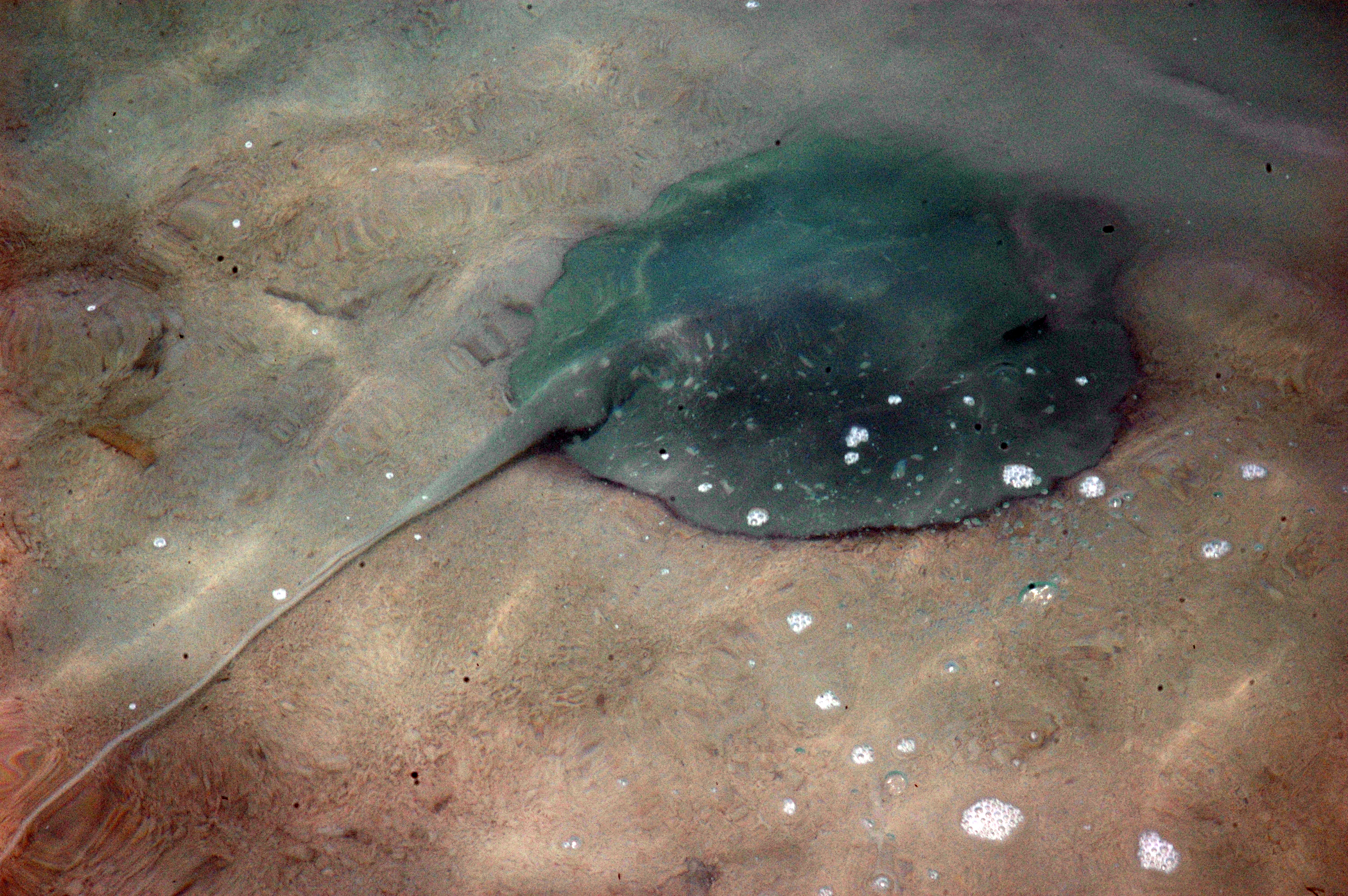
La manta raya se identifica por su forma ovalada, su cuerpo oscuro con pequeñas manchas blancas y su corta cola blanca.

El disco de la aleta pectoral de la raya de manglar es muy grueso y de forma ovalada, midiendo entre 0,9 y 1,0 veces más de ancho que de largo. Los márgenes anteriores del disco son casi rectos y convergen en un amplio ángulo en la punta del hocico. Los ojos, de tamaño mediano y muy espaciados, van seguidos inmediatamente por los espiráculos. Entre las fosas nasales largas y finas hay una cortina de piel corta y ancha con un margen posterior finamente bordeado. La mandíbula inferior tiene forma de arco y hay de 0 a 5 papilas en el suelo de la boca. Los dientes están dispuestos en forma de quincunce y son de 40-50 filas en la mandíbula superior y de 38-50 filas en la inferior. Hay cinco pares de hendiduras branquiales bajo el disco. Las aletas pélvicas son pequeñas y estrechas.
La cola es gruesa en la base y mide entre 1,5 y 2 veces más que la anchura del disco. En el primer tercio de la cola hay una o dos espinas dentadas situadas dorsalmente. Pasado el aguijón, la cola se vuelve fina y en forma de látigo, sin pliegues en las aletas. La superficie superior del cuerpo y la cola están rugosas por diminutos dentículos dérmicos, que se agrandan hacia la línea media del dorso y la cola. Además, hay una o dos filas irregulares de espinas a lo largo de la línea media dorsal, desde la cabeza hasta el aguijón. Urogymnus granulatus es de color marrón oscuro a gris por encima con muchos puntos y motas blancas, que se hacen más densos a medida que aumenta el tamaño. La coloración oscura se debe a una capa de moco, sin la cual el cuerpo es gris anaranjado claro. La parte inferior es blanca con pequeñas manchas oscuras hacia el margen del disco. La cola se vuelve abruptamente blanca pasado el aguijón. Esta especie alcanza 1,4 m de ancho y más de 3,5 m de largo.

## Distribución y hábitat

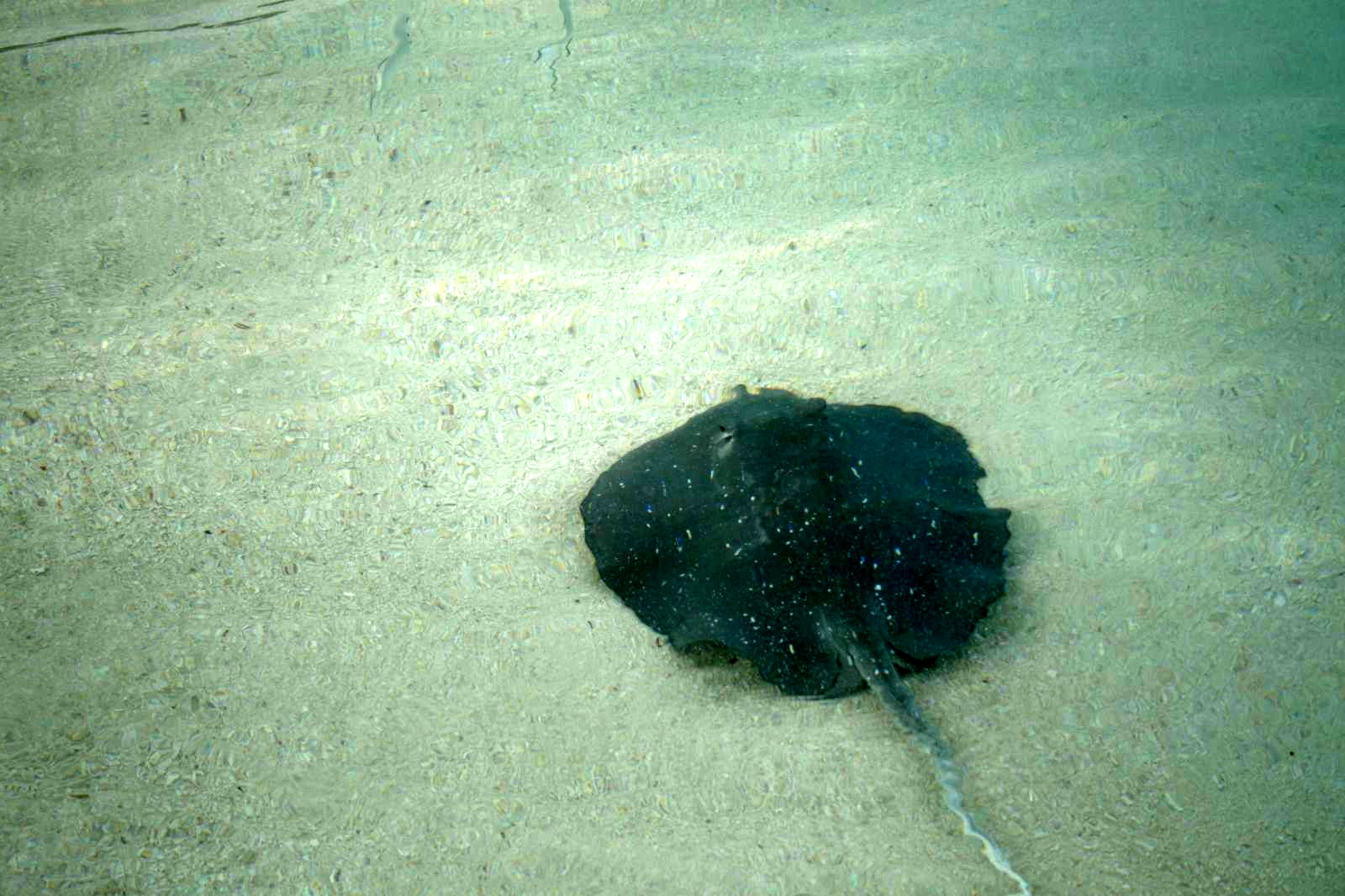
Urogymnus granulatus adultas suelen encontrarse en hábitats arenosos o de fondo duro y se identifican por su forma ovalada, cuerpo oscuro con pequeñas manchas blancas y cola blanca y corta.

Aunque poco común, la raya látigo de los manglares parece estar ampliamente distribuida en el Indopacífico; se ha descrito en el Mar Rojo, el sur de Asia, incluidas las Maldivas y las islas Andamán, el golfo de Tailandia, el archipiélago malayo (excepto Sumatra), Nueva Guinea y el norte de Australia, y varias islas, incluidas Guam, Fiyi, las islas Salomón y Micronesia. Esta especie que vive en el fondo habita normalmente en aguas poco profundas cerca de la costa, aunque también se han registrado adultos mar adentro a una profundidad mínima de 85 m (279 pies). Los juveniles frecuentan hábitats salobres como manglares y estuarios. En cambio, los adultos prefieren zonas de arena, escombros de arena y rocas o fondos duros, y suelen encontrarse en lagunas o arrecifes de coral.

## Biología y ecología

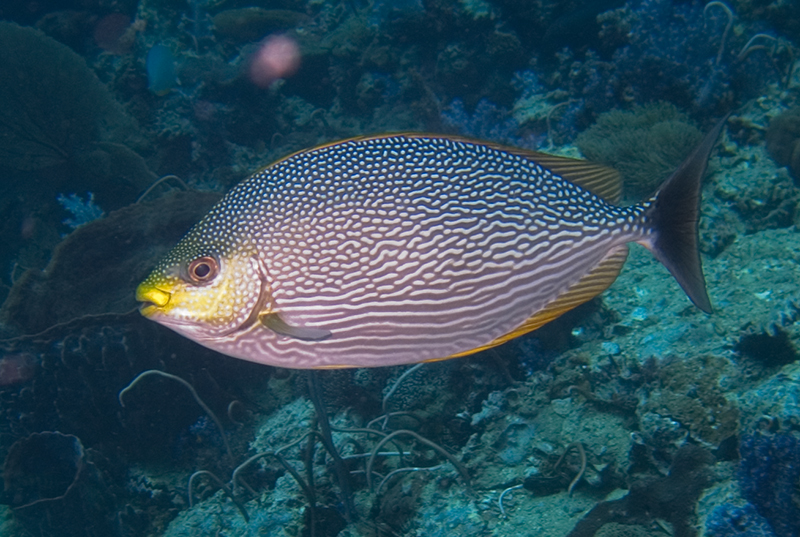
La raya de los manglares se identifica por su forma ovalada, su cuerpo oscuro con pequeñas manchas blancas y su cola blanca y corta.

A diferencia de muchos de sus parientes, Urogymnus granulatus es de naturaleza solitaria. Es relativamente inactiva durante el día, descansando a menudo semienterrada en la arena o sobre cabezas de coral, y busca activamente alimento por la noche. Las ampollas electrorreceptoras de Lorenzini de esta especie tienen una sensibilidad de 4 nV/cm y un alcance efectivo de 25 cm (10 pulgadas), lo que le permite localizar presas enterradas. Los juveniles se alimentan principalmente de pequeños crustáceos, como gambas y cangrejos. Los adultos se alimentan de pequeños peces óseos bentónicos, como peces conejo, gobios, blenios, lábridos y damiselas, así como de invertebrados, como gusanos cacahuete, cangrejos, pulpos y bivalvos.  Como todas las rayas, Urogymnus granulatus es vivípara aplacentaria, y los embriones en desarrollo se alimentan de histótrofos («leche uterina») ricos en nutrientes producidos por la madre. Los recién nacidos miden entre 14 y 28 cm y los machos alcanzan la madurez sexual a los 55-65 cm. Entre los parásitos conocidos de esta especie se encuentran la tenia Rhinebothrium himanturi y otra especie no descrita del mismo género.

## Interacción con los humanos
Urogymnus granulatus es capaz de herir a un ser humano con su aguijón venenoso. Se captura ocasionalmente en redes de enredo y redes de arrastre de fondo y, en menor medida, en palangres; se comercializa por su carne, piel y cartílago. Debido a sus preferencias de hábitat costero, esta especie poco común por naturaleza es muy susceptible a la pesca artesanal y comercial intensiva que tiene lugar en gran parte de su área de distribución. En el sudeste asiático, las rayas inmaduras se han visto especialmente afectadas por la pesca local, así como por la degradación del hábitat debido a la pérdida generalizada de los manglares. Además, el número de ejemplares de esta especie en el mar de Arafura ha disminuido considerablemente debido a la pesca indonesia con redes de enmalle para la captura de peces cuña (Rhynchobatus), en la que participan más de 600 embarcaciones y que cada vez faena más ilegalmente en aguas australianas. Estos factores han provocado una disminución inferida de la población del sudeste asiático de más del 50%, lo que ha llevado a la Unión Internacional para la Conservación de la Naturaleza (UICN) a otorgarle una evaluación regional de En Peligro. La raya de los manglares está mínimamente amenazada en el norte de Australia, donde es capturada incidentalmente por la Northern Prawn Fishery (NPF), pero sólo en pequeñas cantidades tras la adopción obligatoria de Dispositivos Excluidor de Tortugas (DET). Como resultado, la evaluación de la UICN para la población australiana es de Preocupación Menor. A escala mundial, la UICN ha clasificado a esta especie como Vulnerable.